# Det gamla riket
Det gamla riket är en roman av Vilhelm Moberg från 1953.
I romanens form skildrar Moberg vad han uppfattade som rättsröta i 1950-talets Sverige. Mobergs satiriska grepp är alltså samma som Jonathan Swift använde i Gullivers resor. Titeln är en anspelning på August Strindbergs satiriska roman Det nya riket.

## Handling
Romanen handlar om Urban Secretessius, tingsnotarie vid Norra härads domsaga i Småland. Han får ett resestipendium och flyger till det europeiska landet Idyllien för att under ett halvår studera Idylliens rättväsen.
Idyllien ligger vid Atlanten och är en parlamentarisk monarki. Kung Alexander XVI har regerat i drygt 50 år. Regeringsmakten innehas av Det Statsbärande Partiet (det tidigare socialdemokratiska partiet). Partiets två viktigaste punkter är att 1) komma till makten och 2) hålla sig kvar vid makten. Idyllien är ett av Europas äldsta kungadömen och dess medeltida Magna Charta är berömt för att det redan för 1000 år sedan tillförsäkrade folket stora rättigheter, såvida inte dessa rättigheter är till skada för landet. För läsaren ger Idyllien intryck att vara ett tillkrånglat byråkratisamhälle med maktfullkomliga politiker där rättsövergrepp är vanliga.
Under sina studier i Idyllien imponeras Secretessius av hur man genom en komplicerad byråkrati lyckats avskaffa arbetslösheten genom att medborgarna måste stå i köer eller sitta i väntrum hos olika myndigheter. För att värna att medborgarna hyser fullt förtroende för byråkraterna har man stiftat den så kallade skandalskyddslagen som gör det förbjudet att påstå något som kan skada vandeln eller anseendet hos någon byråkrat.
Moberg kommer därefter in på likheten mellan vissa förhållanden i Idyllien och den så kallade Haijbyaffären i Sverige: Secretessius upptäcker att utpressning inte är ett brott vilket beror på att kung Alexander är homosexuell och att en person i kungens umgänge, Benjamin Crimson, idkar utpressning. Hovet har till Crimson betalat ut stora summor pengar, han har vårdats på sinnessjukhus och han har fått pengar för att resa utomlands. Kungens sexuella läggning är en statshemlighet och regeringen fruktar att om detta blev känt skulle kungen tjäna som exempel, vilket allvarligt skulle skada befolkningsutvecklingen.
Crimson har också skrivit böcker om Idylliens hovliv. Alla exemplar har köpts upp av kriminalpolisen och förvaras i källaren i polishuset. Crimsons dagböcker har också köpts in redan på manusstadiet. Även detta skedde i Haijbyaffären: hela första upplagan av Kurt Haijbys bok inköptes av polisen.
I romanen finns också likheter med den så kallade Kejneaffären: I Idyllien har en pastor Galli anmält en kyrkoherde för otukt med barn. Polisen enda åtgärd är att häkta vittnena eller spärra in dem på sinnessjukhus.
I Idyllien har statsrådet och chefen för Skattedepartementet dömts till dagsböter för att inte ha deklarerat en större inkomst. Detta är en parallell till det svenska statsrådet Gunnar Hedlund som 1953 fälldes i hovrätten för att ha glömt att ta upp en inkomst i sin hustrus självdeklaration.
I tidningen kan Secretessius också läsa om domaren Edward Cunning som gång på gång har anmälts för förskingring och mened. Alla anmälningar avskrivs eftersom Cunnings domarkollegor går i god för honom: Cunning är ytterst vänlig och hjälpsam och har själv lånat ut pengar till sina kollegor. Detta är en parallell till fallet med domaren Folke Lundquist som under 1930- och 1940-talen anmäldes gång på gång till JO för förskingring. Tre personer som anklagade honom för detta spärrades in på sinnessjukhus. Tidningen Arbetarens chefredaktör dömdes 1950 till två månaders fängelse för ärekränkning. 1951 dömdes Lundquist till 18 månaders fängelse. Fallet med Folke Lundquist skildrade Moberg närmare i sin pjäs Domaren 1957.